# Adelardo Rodríguez
Adelardo Rodríguez Sánchez (* 26. September 1939 in Badajoz) ist ein ehemaliger spanischer Fußballspieler.

## Karriere
Der in der Jugend für die Vereine Ferrocarril, Betis Extremeño und den FC Extremadura spielende Adelardo Rodríguez Sánchez, besser bekannt unter dem Künstlernamen Adelardo, kam 1957 zu CD Badajoz, wo er bis 1959 blieb, um den Verein in Richtung Atlético Madrid zu verlassen. Dort wurde unter Leitung von Erfolgscoach Helenio Herrera und Larbi Ben Barek eine Starmannschaft mit Größen wie Vavá, Weltmeister von 1958, Enrique Collar und eben Adelardo aufgebaut. Bei seinem Debüt am 13. September 1959 (3:0-Sieg bei UD Las Palmas) wurde eine glorreiche Karriere eingeläutet, die erst knapp zwei Jahrzehnte später sein Ende fand. Bereits in seiner ersten Saison wurde er Pokalsieger, wobei er diesen Titel noch vier weitere Male einfuhr. Sein letzter Triumph im Copa del Rey war zugleich sein letzter Auftritt in rot-weiß. Insgesamt heimste Adelardo zudem drei Meistertitel sowie den Europapokal der Pokalsieger gegen den AC Florenz 1962 ein, der im Jahr darauf nicht verteidigt werden konnte. 1974 erlebte er mit der Finalniederlage gegen den FC Bayern München im Europapokal der Landesmeister seine traurigste Stunde als Fußballer. Dennoch gewann er gegen CA Independiente noch den Weltpokal.
Der legendäre Mittelfeldspieler, der an der Seite vieler Atlético-Ikonen agierte, absolvierte zudem 14 Länderspiele (zwei Treffer), die ihm dazu verhalfen bei drei großen Turnieren dabei gewesen zu sein. 1962 in Chile und 1966 in England war er bei Weltmeisterschaften dabei, wobei der Europameisterschaftstriumph 1964 mit Sicherheit das Highlight mit der Selección darstellte. Nach seinem Karriereende richteten die Rojiblancos zudem ein Abschiedsspiel gegen die mexikanische Fußballnationalmannschaft ein, so dass er einen würdigen Abgang hatte. Anschließend vertrieb sich Adelardo seine Zeit als Hallenspieler.

## Erfolge
Erfolge mit Atlético
- 1960, 1961, 1965, 1972 & 1976 Spanischer Pokalsieger
- 1962 Europapokal der Pokalsieger
- 1966, 1970 & 1973 Meister
- 1974 Weltpokalsieger

sonstige Erfolge
- 1964 Europameister